# إصابات الوخز بالإبر
إصابات الوخز بالإبر أو الإصابة عن طريق الجلد  هو اختراق الجلد عن طريق إبرة أو أي آلة حادة أخرى كانت على اتصال مع الدم، أو الأنسجة، أو سوائل الجسم الأخرى قبل التعرض. تؤثر الإصابات المهنية بشکل أساسي علی العاملین في مجال الرعایة الصحیة، والذین یشکلون 80٪ من الإصابات عن طريق الوخز بالإبر في الولایات المتحدة. على الرغم من أن التأثيرات الفسيولوجية الأولية للإصابة لا تكاد تذكر، إلا إن هذه الإبر يمكنها نقل الأمراض عن طريق الدم، مما يعرض المصابين لخطر الإصابة بأمراض معدية مثل التهاب الكبد ب والتهاب الكبد C، و فيروس العوز المناعي البشري. ومن بين العاملين في مجال الرعاية الصحية وموظفي المختبرات في جميع أنحاء العالم، تم اكتشاف أنه يوجد أكثر من 25 فيروس ينتقل عن طريق الدم نتيجة للإصابة بهذه الإبر.
وتشير التقديرات إلى أنه لم يتم الإبلاغ عن نصف الإصابات المهنية عن طريق الوخز بالإبر في المهن الطبية المختلفة. بالإضافة إلى ذلك، يتم الإبلاغ عن عدد غير معروف من إصابات الإبرة المهنية من قبل الموظفين المتضرريين، ولكن بسبب الفشل التنظيمي، فإن لا يوجد بعد سجل تنظيمي للإصابات. كما أن تزايد المعرفة بالخطر المهني الكبير الذي تشكله إصابات الإبر، فضلا عن تطوير التدخلات الفعالة للحد من المخاطر المهنية التي يمكن الوقاية منها إلى حد كبير، قد شجع التنظيم التشريعي في الولايات المتحدة، مما تسبب في انخفاض الإصابات بين العاملين في مجال الرعاية الصحية.

## الأسباب
إصابات الإبر هي حدث شائع في بيئة الرعاية الصحية. وتحدث غالباً أثناء عمليات نقل الدم، أو إعطاء الحقن العضلي أو الحقن الوريدي، وأيضاً يمكن أن تحدث الإصابات عن طريق التعرض لآلة حادة أو عند الحوادث وتسهل انتقال الأمراض المنقولة عن طريق الدم. كما تحدث الإصابات عادة أثناء إعادة تدوير الإبرة أو عن طريق التخلص غير السليم من الإبر في حاوية مشحونة بشكل مفرط. أضف إلي ذلك عدم القدرة على توفير معدات الوقاية الشخصية المناسبة، وفشل العامل أو الطبيب في استخدام المعدات المقدمة.

## انتشار الأوبئة
في عام 2007، قامت منظمة الصحة العالمية بتقدير الإصابات العالمية السنوية بحوالي مليوني إصابة سنوياً، كما قدر تحقيق آخر 3.5 مليون إصابة سنوياً. وتقدر الشبكة الأوروبية للسلامة الأحيائية أصابات الوخز بالإبر بحوالي مليون إصابة سنوياً في أوروبا. The US  أبلغ مراكز مكافحة الأمراض واتقائها بالولايات المتحدة أنه توجد أكثر من 600,000 إصابة تحدث بين العاملين في مجال الرعاية الصحية في الولايات المتحدة سنويا.
تشمل نظم المراقبة لتتبع إصابات الوخز بالإبر نظام المراقبة الوطني للعاملین في مجال الرعایة الصحیة، ونظام طوعي في شمال شرق الولایات المتحدة، وشبكة معلومات الوقایة من التعرض للإصابات، ونظام تسجیل وتتبع یجمع أیضا البیانات.

## الإصابات في غير مجال الرعاية الصحية
يقدر الائتلاف من أجل التخلص الآمن للإبر في المجتمع المحلي أن هناك أكثر من 7.5 مليار حقنة تستخدم في الرعاية الطبية المنزلية في الولايات المتحدة. ونلعب هذه الكمية الكبيرة من المحاقن الطبية المنزلية دوراً كبيراً في مشكلة إصابات الوخز بالإبر في غير مجالات الرعاية الصحية بسبب سوء التصرف والتخلص الغير لائق للمحاقن. تواجد الدم على أي أداة حادة قد يكون معدية. فيروس نقص المناعة البشرية وفيروس التهاب الكبد C ليست قابلة للحياة سوي لبضع ساعات فقط بعد أن يجف الدم، ولكن فيروس التهاب الكبد ب يبقي مستقراً حتى عندما يجف الدم.

## العلاج
في حين أن إصابات الإبر لديها القدرة على نقل البكتيريا، والبروتوزوا والفيروسات، فإن خطر الإصابة بالتهاب الكبد الوبائي ب والتهاب الكبد الوبائي c، وفيروس نقص المناعة المكتسبة هو الأعلى. قدرت منظمة الصحة العالمية أنه في عام 2000، كان هناك 66000 إصابة بالتهاب الكبد ب و 16000 إصابة بالتهاب الكبد الوبائي C و1000 إصابة بفيروس نقص المناعة البشرية ناجمة عن إصابات عن طريق الإبر. ارتفاع معدلات التطعيم ضد التهاب الكبد ب بين عامة الناس والعاملين في مجال الرعاية الصحية قد قللت من خطر انتقال العدوى؛ إلا أنه يزال لدى غير العاملين في مجال الرعاية الصحية معدل أقل لتلقي لقاح التهاب الكبد ب، وبالتالي يتعرضون لمخاطر أعلى.

### الوقاية

#### التهاب الكبد ب
بعد التعرض لفيروس التهاب الكبد B، فإن الوقاية المناسبة في الوقت المناسب يمكن أن تمنع العدوى والتطور اللاحق للعدوى المزمنة أو الإصابة بأمراض الكبد. الدعامة الأساسية في منع العدوي هي لقاح التهاب الكبد الفيروسي ب؛ في بعض الحالات، یوصی بالجلوبيولین المناعي ب للحمایة الإضافية.

#### التهاب الكبد ج
لا يوصى بالجلوبيولين المناعي ومضاد الفيروسات لمرض التهاب الكبد الوبائي C. لا يوجد لقاح لالتهاب الكبد الوبائي C. وبالتالي، فإ العلاج بعد التعرض للإصابة يتكون من رصد الانقلاب المصلي.

#### فيروس نقص المناعة البشرية
إذا كان وضع المريض المصدر غير معروف، يجب اختبار دمهم لفيروس نقص المناعة البشرية في أقرب وقت ممكن بعد التعرض. يمكن للشخص المصاب أن يبدأ بتناول عقاقير مرض نقص المناعة في أقرب وقت ممكن، ويفضل أن يكون ذلك في غضون ثلاثة أيام من التعرض. لا يوجد لقاح لفيروس نقص المناعة البشرية. عندما يكون مصدر الدم معروفا بأنه مصاب بفيروس نقص المناعة البشرية، فإن مركز السيطرة على الأمراض يوصى أولئك الذين يتعرضون للدم باستخدام نوعين من الأدوية في نفس الوقت.

## منع الإصابة

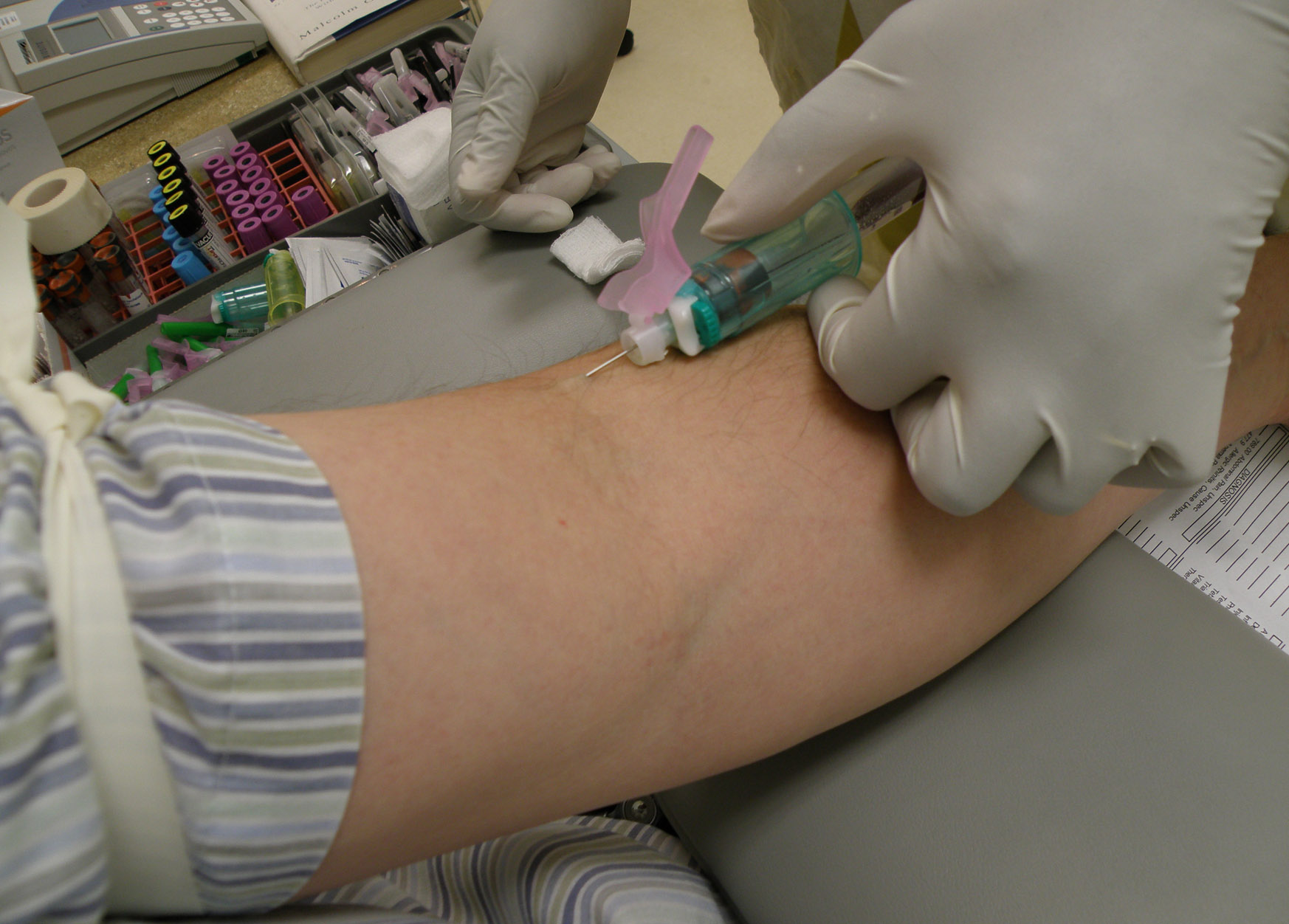

هناك إستراتيجية متعددة الأوجه ضرورية لمنع إصابات الوخز بالإبر، بما في ذلك الاستخدام السليم للإبر، واستخدام الإبر فقط عند الضرورة، وتدريب الأشخاص الذين يستخدمون الإبر، وتحسين ممارسات العمل، والضوابط الهندسية. وتشمل ممارسات العمل التي تقلل من خطر الإصابة استخدام الأدوات بدلا من الأصابع عند التعامل مع الإبر وتحميل المباضع، وتجنب تبادل الأدوات الحادة يدوياً. وتشمل الضوابط الهندسية إبر السلامة، ومزيلات الإبرة، والإبر القابلة للسحب.

## وصلات خارجية
- Animated Tutorials - Preventing Needlestick Injuries
- http://www.gao.gov/products/GAO-01-60R GAO
- Preventing Needlestick Injuries in Health Care Settings, an alert from the المعهد الوطني للسلامة والصحة المهنية (NIOSH)
- What Every Worker Should Know: How to Protect Yourself From Needlestick Injuries, from the المعهد الوطني للسلامة والصحة المهنية
- NIOSH Bloodborne Infectious Diseases Topic Page
- International Healthcare Worker Safety Center, University of Virginia
- Needlestick Injury Charts and Statistics by Revolutions Medical Corp
- Needlestick Health Risks by Revolutions Medical Corp
- Worker Information https://www.cdc.gov/niosh/topics/bbp/emergnedl.html